# Oleg Michailowitsch Blozki
Oleg Michailowitsch Blozki (russisch Олег Михайлович Блоцкий, wiss. Transliteration Oleg Michajlovič Blockij, auch Oleg Blotsky; geb. 1965) ist ein russischer Journalist und Schriftsteller, der mit einer umfassenden Biographie Wladimir Putins hervorgetreten ist (2 Bände: 2001–2002).

## Biografie
Oleg Blozki wurde 1965 geboren. Im Jahr 1987 schloss er die spezielle Propagandaabteilung des Militärinstituts für Fremdsprachen ab. Als Offizier diente er in mehreren Militärbezirken der UdSSR und nahm am Krieg in Afghanistan teil.
Nach seinem Ausscheiden aus den Streitkräften im Jahr 1992 wurde er Journalist und arbeitete als Sonderkorrespondent für die Zeitung Iswestija. Im Auftrag der Redaktion besuchte er viele Brennpunkte des postsowjetischen Raums. Seine zweibändige Biografie des russischen Präsidenten Wladimir Putin hat ihn berühmt gemacht: „Lebensgeschichte“ (2001) und „Wladimir Putin. Der Weg zur Macht“ (2002). Für diese erste Biografie des russischen Staatschefs interviewte er Putin persönlich. Die Arbeit an einem geplanten dritten Band der Biografie wurde aufgegeben.
Blozki wurde mit der Tapferkeitsmedaille ausgezeichnet. Ausgezeichnet wurde er auch mit dem Preis der Moskauer Literaturzeitschrift Druschba narodow (Völkerfreundschaft) für die beste Prosa 1992. Er lebt in Moskau und hat eine Tochter.

## Publikationen
- «Владимир Путин. История жизни» (2001)
- «Владимир Путин. Путь к власти» (2002)
- «Последний поход»
- «Самострел»